# Der Mann mit dem Zaubervogel
Der Mann mit dem Zaubervogel ist ein österreichisches Volksmärchen.

## Handlung
Ein alter Bauer hinterlässt seinen beiden Söhnen zwei Kühe, bevor er stirbt, die sie jedoch gemeinsam nutzen sollen. Da aber der jüngere Bruder, bedingt durch die harte Arbeit, Mitleid für die Kühe hegt, ruft er immerfort „O ihr meine armen Kühe!“, was dem älteren Bruder nicht passt, gehören doch nicht beide Kühe ihm, also nimmt dieser eines Tages eine Axt und schlägt die Kuh des jüngeren Bruders tot.
Den ganzen nächsten Tag verbringt der jüngere Bruder damit seiner Kuh die Haut abzuziehen und tags darauf wird ihm gewahr, dass etliche Vögel seine Kuh zu fressen gedenken. Da er sie aber nicht erwischen kann, ersinnt er eine List. Er nimmt seine Kuhhaut und legt sich darunter auf die Lauer, wodurch er eine Elster packen kann, die er letztendlich mitnimmt, als er seine Kuhhaut verkaufen geht. In der Hauptstadt angekommen, bekommt er Unterkunft bei einer garstigen Frau, die ihn hinter den Ofen schickt und nicht viel von ihm wissen will, hat sie doch bald den Kantor zu Gast, für den sie gerade brät und backt. Der hübsche Mann schaut alsgleich vorbei und es wird gescherzt und gelacht, doch dann klopft auf einmal ihr Mann an die Tür, woraufhin die Frau die Speisen hastig versteckt und der Kantor zur Hintertür hinaus verschwindet.
Während sie zu Bett geht, begibt sich ihr hungriger Gatte, mit nichts anderem als einem Stück Brot, zu Tisch. Da macht sich der Fremde hinterm Ofen bemerkbar, erzählt, dass er einen Zaubervogel hat und um seine Behauptung zu beweisen, tut er so, als würde die Elster die im Raum versteckten Speisen herbeizaubern, also beginnt der Gatte an die Kräfte des Vogels zu glauben. Schmausend und trinkend amüsieren sich die beiden, derweil die im Bett liegende Frau des Gatten vor Gift und Galle fast vergeht, jedoch nichts sagen kann, da sie sich sonst verrät. In der Folge erwirbt ihr gieriger Gatte den Vogel dann, für nicht weniger als sein halbes Vermögen. Anschließend will der Gast gehen, doch wird er noch auf die Kuhhaut angesprochen, woraufhin er erklärt, dass dies das Instrument sei, mit dem man die Zaubervögel fängt. Sofort werden Acker, Hof und Haus verkauft, um dem Fremden auch noch die zweite Hälfte des Vermögens mitzugeben und dieser macht sich eilig davon.
In seiner Heimat angekommen wird der jüngere Bruder, dank des erworbenen Reichtums, ein angesehener Mann. Sein älterer Bruder aber will es ihm nachtun, schlägt seine Kuh tot, fängt eine Elster und zieht mit Kuhhaut und Vogel in die nächste Stadt, wo er beides für eine mächtige Summe verkaufen will, was ihm den Ruf eines Narren einbringt.

## Hintergrund
Das Märchen wurde 1856 in Josef Haltrichs Werk Deutsche Volksmärchen aus dem Sachsenlande in Siebenbürgen veröffentlicht. Es existiert ein entfernt ähnliches Märchen aus dem französischen Teil der Schweiz, das den Titel Der blaue Vogel trägt und in dem ein Mann einen wirklichen Zaubervogel bekommt, mit ihm allerlei Wundertaten vollbringt und dadurch die Begehrlichkeiten eines Grafen weckt. Er willigt schließlich ein, den blauen Vogel zu verkaufen, unter der Bedingung, dass er dafür die Frau des Grafen bekommt. Dieser geht darauf ein, da er gedenkt sie sich mittels des blauen Vogels wieder zurückzuzaubern. Der Mann jedoch hatte sich einen einfachen blauen Vogel herbeigezaubert und gibt diesen anstatt des echten beim Grafen ab. Veröffentlicht wurde es 1913 von Arthur Rossat, der es von der Postangestellten Bertha Pheulpin in Miécourt im Berner Jura erzählt bekam.